# Voglio vederti danzare
Voglio vederti danzare è una canzone scritta e composta da Franco Battiato e Giusto Pio.

## Descrizione
È uscita per la prima volta con l'album di Battiato L'arca di Noè nel 1982.
Sulla scia del successo, Franco Battiato ha riscritto il testo della canzone anche in inglese e spagnolo. Così nel 1985 e nel 1987 le canzoni I want to see you as a dancer e Yo quiero verte danzar sono state raccolte dal cantautore rispettivamente negli album Echoes of Sufi Dances e Nomadas, che sono raccolte di brani scritti rispettivamente in inglese e in spagnolo.
Durante un tour attraverso Italia, Francia e Spagna, il cantautore ha registrato dal vivo la canzone nella sua versione italiana e ha inserito il brano nel suo primo album live Giubbe Rosse (1989).
Una cover della canzone è stata proposta dalla folk band Folkabbestia nel suo album 25-60-38. Breve saggio sulla canzone italiana (2006).
Il brano Voglio vederti danzare è l'ultima traccia dell'album L'arca di Noè. A livello di arrangiamento esso consiste in una base elettronica, che produce un suono particolare ritmato poi in un modo del tutto orecchiabile; inaspettatamente, alla fine la musica sfocia in un valzer viennese accompagnato dal maestro violinista Giusto Pio. Il testo, ricco di immagini e rimandi esotici e volendo esoterici («Nei ritmi ossessivi la chiave dei riti tribali / regni di sciamani / e suonatori zingari ribelli»; si fa riferimento ai dervisci rotanti del sufismo e indirettamente a G.I. Gurdjieff, uno degli autori prediletti del cantautore catanese), evoca le divergenze del mondo musicale occidentale rispetto a quello orientale («Voglio vederti danzare / come le zingare del deserto / con candelabri in testa» contrapposto a «Nell'Irlanda del nord / nelle balere estive / coppie di anziani che ballano / al ritmo di sette ottavi»).

## Tracce
7"
- Lato A

1. Voglio vederti danzare – 3:39 (Battiato-Pio)

- Lato B

1. Restoration – 3:40 (Battiato-Pio)

## Cover

### Cover di Prezioso feat. Marvin
Nel maggio 2003 i disc jockey italiani Giorgio e Andrea Prezioso assieme al cantante Alessandro Moschini (in arte Marvin) hanno prodotto una versione dance della canzone e l'hanno proposta al Festivalbar 2003.

### Altre cover
L'album di cover Padre fammi partire! A Tribute to Franco Battiato, edito nel 2024, contiene una reinterpretazione di Voglio vederti danzare realizzata dal progetto italo-albanese Acchiappashpirt.